# Nom d'oiseau
En français familier, un nom d’oiseau (pluriel : noms d’oiseau ou noms d’oiseaux) est une insulte. Donner des noms d’oiseau à quelqu’un est ainsi un euphémisme pour l’insulter, l’injurier ou même l'outrager.

## Origine du terme
Selon Lorédan Larchey (« Les excentricités du langage », 1861) « donner des noms d’oiseaux » pouvait signifier « roucouler amoureusement » : « mon canard en sucre », « mon petit oiseau des îles » …. Mais, selon Alain Rey, l’expression au sens moderne serait apparue pour la première fois en 1872.
En effet, dans la langue populaire, les oiseaux ne passent pas pour très intelligents, tout comme l’humain qui serait doté d’une cervelle d’oiseau  — ou, plus souvent, une cervelle de moineau — ou une tête de linotte (voire une tête de piaf), la bécasse — ou bécassine, jeune fille niaise popularisée par la bande dessinée —, la dinde, femme stupide, l’oie ou l’oie blanche, plus jeune et innocente, ou même l’alouette qui se laisse piéger par les miroirs aux alouettes. On peut aussi être bavard comme un geai, comme une perruche, ou comme une pie.
On trouve aussi : l’oiseau de mauvais augure qui apporte de mauvaises nouvelles ; le butor, brutal et sans manières ; la buse, stupide et ignorante, surtout quand elle est triple ; la chouette — ou la vieille chouette, vieille, laide et acariâtre, avec son correspondant masculin, le vieux hibou — ; le vilain merle, qui peut être un « drôle de moineau » ; le canard boiteux mal adapté à son milieu ; l’autruche qui refuse de voir le danger et fait « la politique de l’autruche » ; le coq agressif et prétentieux — en particulier le jeune coq, fier comme un paon ; le corbeau, auteur de messages anonymes ; le dindon de la farce ; le manchot malhabile ; le faucon belliqueux ; le vautour et autres rapaces de la finance que devrait traquer le poulet ; la poule — qui peut être, version homme, une poule mouillée ou, version femme, une poule de luxe, version haut de gamme de la grue, qui n’est qu’une simple prostituée. Même un objet peut se voir attribuer un nom d’oiseau comme le rossignol, lorsque cet objet est invendable.

## Utilisation
Quand on « donne des noms d’oiseau » à quelqu’un, les expressions utilisées pour les insultes, injures ou outrages n’ont nullement besoin de se référer à des oiseaux. Le terme, moins violent qu'injure ou insulte, inclut une nuance d'ironie, sinon d'amusement.
Le terme est souvent utilisé pour les insultes et injures proférées lors de débats politiques, en particulier quand les politiciens utilisent avec prudence et inventivité des termes qui les mettent à l'abri de poursuites judiciaires.